# Gioiese 1918
L'Associazione Sportiva Dilettantistica Gioiese 1918, meglio nota come Gioiese, è una società calcistica italiana con sede nella città di Gioia Tauro. Milita in Eccellenza, la quinta divisione del campionato italiano di calcio.
L'attuale società, fondata nel 1967, è erede della storica A.C. Gioiese, fondata nel 1918. Tale sodalizio cessò la propria attività nel 2003, dopo aver disputato il campionato di Seconda Categoria. Nel frattempo, diverse società si fecero carico della tradizione sportiva cittadina; inizialmente il Calcio Riunite nel 2002, successivamente il G.S. Gioia Tauro ed infine la L.C. Nuova Gioiese, società che disputava l'attività agonistica ininterrottamente dal 1967, che nel 2019 ha assunto l'attuale denominazione.

## Storia

### Dalle origini alla Serie C del 1947
La Gioiese venne fondata nel 1918. Dei primi campionati disputati dall'allora formazione biancoblu non si hanno notizie, tuttavia è certa la partecipazione ai campionati regionali ULIC fino al 1927. Nel 1930 prese parte al campionato regionale di Terza Divisione, partecipate da Vigor Nicastro e dalle formazioni B di Fascista Catanzarese, Cosenza Sport Club e Reggina. Successivamente, a causa della diminuzione dell'attività agonistica legata agli eventi bellici, la Gioiese partecipò a tornei interprovinciali di basso profilo.

La Gioiese che prese parte al campionato di Serie C 1947-1948.

Nel 1945, al termine del conflitto mondiale, la società venne riaffiliata alla FIGC con il nome di Unione Sportiva Gioiese e prese parte al suo primo campionato di un certo livello, la Prima Divisione, allora quarto livello della piramide calcistica italiana. nella stagione 1946-1947 ottenne un piazzamento utile per poter essere ammessa alla Serie C, campionato disputato su scala nazionale. Dunque, la Gioiese fu inserita nel girone T del campionato di Serie C 1947-1948, organizzato dalla Lega Interregionale Sud, a cui erano iscritte alcune fra le più forti società del Sud (Catania, Reggina e Messina). I biancoblu si classificarono undicesimi, rendendo dunque necessaria la disputa di uno spareggio per la permanenza nella categoria; il match decisivo fu disputato a Reggio Calabria il 27 giugno 1948 contro i Cantieri Navali Palermo e nonostante la vittoria per 3-1 i pianigiani furono retrocessi nel campionato regionale di promozione a causa del riordino dei campionati deciso dalla Federazione.

### Dagli anni cinquanta alla prima Gioiese di Scoglio
Nel 1953 la società adottò il colore viola che ancora oggi caratterizza le divise dei calciatori pianigiani. Per i successivi tre decenni la Gioiese disputò con alterne fortune i campionati regionali di Promozione e Prima Categoria, con un'unica partecipazione, degna di nota, al campionato interregionale di IV Serie nel 1954-1955, allorché i calabresi ebbero l'opportunità di confrontarsi con formazioni campane di caratura maggiore come Avellino, Casertana, Cavese e Torrese (le ultime due citate tuttavia retrocessero al termine del torneo).
Nel 1966 la Gioiese vinse la prima coppa della sua storia, la Coppa Calabria, sconfiggendo i reggini della Pro Pellaro per 1-0 nella finale disputata sul campo neutro di Catanzaro. Due anni più tardi, nel 1968, avvenne un'importante svolta a livello societario, con la fusione con l'Amatori Calcio, seconda squadra cittadina nata nei primissimi decenni del novecento, dando vita all'Associazione Calcio Gioiese. Per i successivi anni la rinnovata AC Gioiese continuò il suo travaglio nei massimi campionati regionali, allorquando vincendo il campionato di Promozione nel 1971-1972 ottenne il salto in Serie D. La prima stagione in quarta serie fu anonima, con la conquista del dodicesimo posto in graduatoria e dunque una salvezza tranquilla.

L'undici gioiese che vinse a Messina nel campionato di Serie D 1973-1974.

Per il campionato seguente la guida tecnica fu affidata a un giovane Franco Scoglio, che si apprestava ad affrontare la sua prima esperienza su una panchina di un certo livello. Sotto le sue direttive, la Gioiese disputò un campionato al di sopra di ogni aspettativa sfiorando la promozione in Serie C, classificandosi seconda a tre punti dal Messina capolista. Nonostante il divario, i calabresi riuscirono a battere i peloritani sia in casa all'andata (3-1), davanti a 5000 spettatori di cui un migliaio da Messina, che in trasferta, al Celeste, per 0-1, davanti a oltre novemila spettatori.

### Dalla seconda metà degli anni settanta alla Serie C2
Il secondo posto conquistato al termine del campionato di Serie D 1973-1974 valse alla Gioiese la partecipazione all'edizione successiva della Coppa Italia Semiprofessionisti, che quell'anno, oltre che dalle squadre iscritte in Serie C, fu partecipata anche dalle seconde, terze e quarte classificate nei gironi della Serie D dell'anno precedente; la Gioiese venne inserita in un mini girone comprendente Crotone e Cosenza. Proprio i pitagorici vinsero il girone, mettendosi alle spalle il Cosenza e i viola, che conquistarono un solo punto, venendo estromessi dalla competizione. Il campionato non seguì la falsariga di quello precedente, anche a causa del trasferimento di Scoglio al Messina, promosso terza serie. Il professore ritornò a Gioia l'anno seguente, conquistando il settimo posto in graduatoria. La permanenza di Scoglio a Gioia Tauro durò ancora una volta un solo campionato, e nel 1977 i calabresi retrocedettero nel campionato regionale di Promozione, ritornando in quarta serie nel 1980. Sotto la guida tecnica di Franco Pavoni la Gioiese conquistò il sesto posto nel campionato 1980-1981. L'anno seguente, la dirigenza, con a capo il presidente Ruggero Musco, affidò la guida tecnica della squadra a Franco Scoglio, che dunque si apprestava a disputare il terzo campionato della sua carriera sulla panchina pianigiana. Venne allestita una squadra competitiva a fronte della disputa di un girone comprendente formazioni blasonate quali Crotone, Juve Stabia, Vigor Lamezia (retrocessa al termine del torneo) e Ischia. La Gioiese vinse il campionato prevalendo proprio sui gialloblu ischitani, classificatisi con due punti in meno, conquistando la promozione in Serie C2.

Una formazione viola che prese parte al campionato di Serie C2 1982-1983.

Per il campionato di Serie C2 1982-1983 la guida tecnica fu affidata a Bruno Jacoboni, ex trainer della Vibonese. I viola disputarono un campionato di bassa classifica e nonostante l'avvicendamento in panchina di Ulderico Sacchella chiusero al penultimo posto, a tre punti da Alcamo e Latina, che conquistarono la permanenza nel torneo. L'anno seguente la Gioiese chiuse al terzultimo posto il rispettivo girone del Campionato Interregionale, ritornando nei campionati regionali.
La vecchia Gioiese sparisce nel 2004, travolta dai debiti. Fu così che la prima squadra di Gioia divenne il G.S. Gioia Tauro che però dopo due stagioni di Promozione cedette il titolo sportivo alla Vallata Bagaladi. Nel 2007, l'eredità calcistica cittadina venne assunta dalla Libero Calcio Nuova Gioiese, una compagine nata nel 1968 e che, sotto la guida del presidente Rombolà, effettua una grande scalata, arrivando dalla Seconda Categoria all'Eccellenza.
Nella stagione 2012-2013 la squadra ottiene la promozione in serie D dopo aver mantenuto la testa del campionato sin dalle prime giornate. La promozione arriva alla terzultima giornata alla fine del match in trasferta contro il Brancaleone.La Nuova Gioiese a causa di problemi finanziari nella Stagione 2015/16 partirà dalla Prima Categoria. Il 3 aprile 2016 la Nuova Gioiese vince il Campionato di Prima categoria Calabria 2015/2016 ed è di nuovo promossa in Promozione Calabria.
Nella stagione 2022-2023, la Gioiese, ottiene la promozione in Serie D dopo ben 10 anni d'attesa.

## Colori e simboli

### Colori
Lo storico colore della Gioiese è il viola, tuttavia il sodalizio fu fondato con colori bianco e blu. La prima tenuta da gioco era a strisce biancoblu, completata da calzoncini e calzettoni bianchi. Negli anni cinquanta si passò al viola, che da quel momento in poi contraddistinguerà tutte le società che nel corso dei decenni raccolsero l'eredità della storica AC Gioiese. La classica prima divisa divenne dunque una casacca viola, con leggere variazioni cromatiche nel corso degli anni; talvolta la divisa assunse una tonalità molto leggera, simile al lilla, o più scura, tendente all'indaco. Il completo è integrato da calzoncini bianchi che nel corso degli anni sessanta e settanta furono spesso di colore nero. La consueta tenuta da trasferta è bianca.
A partire dagli anni duemiladieci la società ha intrapreso un rapporto di collaborazione con il laboratorio di comunicazione, eventi e design "The Studio" per la cura delle proprie divise da gioco; il risultato si è tramutato nella presentazione di divisa inedite e inconsuete per la storia gioiese. Nel 2013 fu presentata una divisa special edition grigia, griffata adidas, con richiami all'appartenenza al territorio italiano e gioiese. Nella stagione 2015-2016 la Gioiese indossa invece una divisa griffata Nike, caratterizzata dal particolare disegno di un'aquila stilizzata che occupa la parte centrale della casacca.

### Simboli ufficiali

#### Stemma
La Gioiese, nel corso degli ultimi anni, ha variato più volte il proprio stemma sociale. Dapprima la compagine pianigiana si riconosceva in un logo di forma circolare. Nella parte superiore e in quella inferiore si divideva la ragione sociale, all'interno erano molti i dettagli presenti: una stella nera, un pallone da calcio corredato da due nastri, uno rosso e uno verde con intermezzo bianco, la data di fondazione e le "tre palme", simbolo della città di Gioia Tauro. Successivamente fu adottato uno scudetto di forma ovale il cui interno presentava 4 "scompartimenti": nel primo scompartimento a sinistra era collocata la stella nera, in quello a destra invece la ragione sociale; lo scompartimento in basso a sinistra presentava un motivo a strisce verticali bianche e viola mentre nell'ultimo scompartimento trovavano posto altri dettagli rilevanti come le tre palme e l'anno di fondazione.
Nei primi anni duemiladieci il logo fu soggetto a un'intensa opera di restyling. Uno scudo a tre punte era sovrastato dalla figura imponente di un'aquila bianca, storico simbolo del club, mentre la parte inferiore era abbracciata da un nastro viola, con bordi tricolore, recante l'anno di fondazione. All'interno la scritta "Gioiese" e le lettere L, N, C (Libero Calcio Nuova Gioiese). Nel logo erano altresì presenti le caratteristiche palme.
Nel 2015, con la ripartenza dal campionato regionale di Prima Categoria, la dirigenza ebbe cura di ammodernare lo stemma sociale. Lo scudo a tre punte si presenta in una forma più dinamica e arrotondata, una stilografia viola dell'aquila trova posto all'interno, con un pallone fra le zampe e una stella gialla sopra la testa. L'interno del logo si compone di strisce alternate bianche e viola. Nella parte superiore è collocata la scritta "Gioiese" su sfondo nero mentre nella parte inferiore, sulla punta, la stilografia delle tre palme.

#### Mascotte
La Nuova Gioiese non dispone di una mascotte. Tuttavia, nella stagione 2015-2016, la dirigenza ha intrapreso un rapporto collaborativo con la scuola di ballo "Armada Nueva" di Gioia Tauro che - tra il primo e il secondo tempo - intrattiene il pubblico con spettacoli e coreografie di cheerleading, sul modello di ciò che avviene in occasione di manifestazioni sportive di squadra americane.

## Strutture

### Stadio

#### Stadio Cesare Giordano
Il primo campo da gioco della Gioiese, utilizzato per tutti gli anni venti, fu un terreno sito in località Gagliano, nell'area che attualmente risulta parzialmente occupata dal cinema Politeama. Nel 1934 fu edificato il nuovo stadio comunale, successivamente intitolato a Cesare Giordano, nel rione Stazione. L'impianto, dotato di una gradinata, una tribuna e terreno in terra battuta, accompagnò la Gioiese per quasi tutta la sua storia calcistica.

#### Stadio "Polivalente" Pasquale Stanganelli
Nel 1982 furono avviati i lavori per la costruzione di un nuovo impianto, sito in contrada Lacchi, sulla strada Provinciale in direzione Rizziconi. I lavori furono ultimati solamente a cavallo tra il 1999 e il 2000, e la Gioiese vi si poté trasferire nel 2003. La struttura dello stadio prevede due curve e due gradinate, per una capienza totale di 5000 posti, una pista di atletica adatta ai 3000 siepi, ed è inserito nell'ambito di un complesso sportivo comprendente anche due campi da tennis. Dal 2004 al 2007 fu sporadicamente riutilizzato il Comunale Cesare Giordano.
Nel 2011 l'impianto, denominato fin a quel momento "Polivalente", è stato intitolato a Pasquale Stanganelli, ex presidente dell'AC Gioiese. Nel 2015 inoltre sono stati completati i lavori per la copertura e per la posa dei seggiolini nella tribuna principale.
Nel 2017, a causa dei lavori in corso, la Gioiese si sposta momentaneamente nello stadio dell'attiguo comune di San Ferdinando.
Dopo una serie di spostamenti da un anno all'altro, lo stadio Pasquale Stanganelli diventa agibile dal 2024, e viene inaugurato con una partita di Serie D della Gioiese contro il San Luca, vinta dai padroni di casa per due reti di scarto.

### Centro di allenamento
La Gioiese svolge la maggior parte delle proprie sedute d'allenamento allo stadio Cesare Giordano, stadio comunale storico dove la Gioiese ci ha giocato le sfide casalinghe per decenni.

## Società

### Organigramma societario
Di seguito l'organigramma societario.
- Filippo Martino - Presidente
- Rocco Campolo - Vice Presidente
- Giuseppe Saccà - Vice Presidente
- Francesco Sergi - Direttore Generale
- Paolo Campolo - Direttore Sportivo
- Domenico Bagalà - Responsabile Settore Giovanile
- Raffaele Nocera - Segretario
- Demetrio Modafferi - Tesoriere
- Francesco Toscano - Tesoriere

### Sponsor
Di seguito la cronologia dei fornitori tecnici e degli sponsor ufficiali.
| Cronologia degli sponsor tecnici - fino al 2015 ... - 2015-2016 Nike (prima e seconda maglia), Legea (terza maglia) - 2016-2018 Joma - 2018-2019 Vuelle3 - 2019-2020 Vuelle3, Mizuno - 2020- Joma | Cronologia degli sponsor ufficiali - fino al 2015 ... - 2015-2017 non presente - 2017-2018 Master Group Tour Operator - 2019- non presente |

### Impegno nel sociale
Nei primi mesi del 2015, una delegazione di calciatori e dirigenti viola ha fatto tappa negli ospedali Giovanni XXIII di Gioia Tauro e Riuniti di Reggio Calabria, in visita ai degenti ricoverati nelle suddette strutture ospedaliere.

### Settore giovanile
La Gioiese dispone di una formazione Allievi e di una formazione Juniores che prendono parte ai rispettivi campionati regionali. La società inoltre, nel 2014, ha instaurato un rapporto di partnership con l'Academy Calcio Gioiese, società dedita esclusivamente al settore giovanile e fondata da ex bandiere della Gioiese quali Giuseppe Babuscia e Pasquale Avventuroso. Tale sodalizio si occupa della formazione calcistica di bambini e ragazzi di età compresa fra i 4 e i 17 anni, allestendo anche la scuola calcio, e intrecciando un rapporto collaborativo con la Gioiese inerente tutte le categorie, dai Primi calci alla Juniores.
Nel 1955 la Gioiese raggiunse la finale del Campionato Nazionale Ragazzi - disputata allo stadio Granillo di Reggio Calabria - uscendone sconfitta per mano del Brescia (1-0) dopo i tempi supplementari.

## Allenatori e presidenti
- 1918-1948 ...
- 1948-1949  Ferrandino
- 1949-1952 ...
- 1952-1953  Parisi
 Ferrara
- 1953-1954  Moschella
 Parisi[5]
- 1954-1955  Moschella
 Ivo Buzzegoli[54]
- 1955-1956  Coppa
- 1956-1962 ...
- 1962-1963  Pedullà
- 1963-1965 ...
- 1965-1966  Gaj
- 1966-1971 ...
- 1971-1972  Franco Scoglio[10]
- 1972-1973  Del Morgine
- 1973-1974  Franco Scoglio[10]
- 1974-1975 ...
- 1975-1976  Franco Scoglio
- 1976-1979 ...
- 1979-1980  Giuseppe Arfuso[55]
- 1980-1981  Franco Pavoni[17]
- 1981-1982  Franco Scoglio[17]
- 1982-1983  Bruno Jacoboni[17]
 Ulderico Sacchella
- 1983-1984 ...
- 1984-1985  Antonio Cerro[55]
- 1985-1986 ...
- 1986-1988  Salvatore Babuscia[55][56]
- 1988-1993 ...
- 1993-1994  Gianfranco Cannatà[17]
- 1994-1995  Antonio Mazzacua[17]
- 1995-2001 ...
- 2001-2002  Gianfranco Cannatà[6]
- 2002-2003  Gianfranco Cannatà
 Riccardo Petrucci[6]
- 2003-2004  Giuseppe Condemi[6]
- 2004-2005  Ficarra &  Massimo Cambrea[7]
- 2005-2006 ...
- 2006-2008  Mario Dal Torrione[57]
- 2008-2009  Mario Dal Torrione
 Graziano Nocera[58]
- 2009-2011  Graziano Nocera[55]
- 2011-2012  Graziano Nocera
 Mario Dal Torrione[59]
- 2012-2014  Mario Dal Torrione
- 2014-2015  Mario Dal Torrione (1ª-7ª)
 Salvatore Gangemi (8ª-11ª)
 Franco Viola[60] (12ª-34ª)
- 2015-2016  Nino Leonardis
- 2016-2017  Rolando Megna
 Domenico Mammoliti
- 2017-2019  Domenico Mammoliti
- 2019-2020  Domenico Mammoliti
 Giuseppe Ficarra
- 2020-2021  Mario Dal Torrione
- 2021-2023  Graziano Nocera
- 2023-2024  Alessandro Caridi
 Franco Viola
 Francesco Arcidiaco
 Francesco Cozza
- 2024  Renato Mancini
 Mario Dal Torrione

- 1918-1928 ...
- 1928  Ugo Battaglini[5]
- 1928-1947 ...
- 1947-1948  Cordopatri[5]
- 1948-1952 ...
- 1952-1953  Bruno
- 1953-1954 ...
- 1954-1955  Petrucci[54]
- 1955-1956  Pirilli
- 1956-1968 ...
- 1968-1969  Marino[10]
- 1969-1980 ...
- 1980-1981  Ruggero Musco[17]
- 1981-1982 ...
- 1982-1983  Giuseppe Oliveri[6]
- 1983-1994 ...
- 1994-1995  Sorrenti[17]
- 199?-2001  Macrì[17]
- 2001-2003  Giuseppe Oliveri[6]
- 2003-2004  Beniamino Laganà[6]
- 2004-2005  Enzo Priolo[7]
- 2005-2007  Piero Mesiani[7]
- 2007-2015  Ferdinando Rombolà[7]
- 2015-2016  Rosario Schiavone
- 2016-2020  Alessandro Avella
- 2020-2024  Nicola Pulimeni
- 2024-  Filippo Martino

## Palmarès

### Competizioni interregionali
- Campionato Interregionale: 1

1981-1982 (girone I)

### Competizioni regionali
- Eccellenza: 3

1993-1994, 2012-2013, 2022-2023
- Promozione: 4

1953-1954, 1971-1972, 1979-1980, 2006-2007 (girone B)
- Prima Categoria: 1

2015-2016 (girone D)
- Coppa Italia Dilettanti Calabria: 1

2022-2023
- Coppa Calabria: 3

1965-1966, 2001-2002, 2015-2016
- Supercoppa Calabria: 2

2012-2013, 2022-2023
- Supercoppa Calabria di Prima Categoria: 1

2015-2016

### Altri piazzamenti
- Serie D:

Secondo posto: 1973-1974 (girone I)
- Promozione:

Secondo posto: 1952-1953, 1970-1971, 1987-1988 (girone B), 1989-1990 (girone B), 2005-2006 (girone B), 2008-2009 (girone B)
Terzo posto: 1977-1978, 1978-1979, 1990-1991 (girone B)
- Prima Categoria:

Secondo posto: 2001-2002 (girone ?)
Terzo posto: 1964-1965 (girone B), 1965-1966 (girone B)
- Prima Divisione:

Secondo posto: 1945-1946 (girone B)
- Terza Divisione:

Terzo posto: 1930-1931

## Statistiche e record

### Partecipazione ai campionati
| Livello | Categoria                       | Partecipazioni | Debutto   | Ultima stagione | Totale |
| ------- | ------------------------------- | -------------- | --------- | --------------- | ------ |
| 3º      | Serie C                         | 1              | 1947-1948 | 1947-1948       | 1      |
| 4º      | Promozione                      | 1              | 1948-1949 | 1948-1949       | 9      |
| 4º      | IV Serie                        | 1              | 1954-1955 | 1954-1955       | 9      |
| 4º      | Serie D                         | 7              | 1972-1973 | 2023-2024       | 9      |
| 4º      | Serie C2                        | 1              | 1982-1983 | 1982-1983       | 9      |
| 5º      | Serie D                         | 1              | 1980-1981 | 1980-1981       | 5      |
| 5º      | Campionato Interregionale       | 2              | 1981-1982 | 1983-1984       | 5      |
| 5º      | Campionato Nazionale Dilettanti | 2              | 1994-1995 | 1995-1996       | 5      |

### Partecipazione alle coppe
| Competizione                    | Partecipazioni | Debutto   | Ultima stagione | Totale |
| ------------------------------- | -------------- | --------- | --------------- | ------ |
| Coppa Italia Serie C            | 1              | 1982-1983 | 1982-1983       | 2      |
| Coppa Italia Semiprofessionisti | 1              | 1974-1975 | 1974-1975       | 2      |
| Coppa Italia Dilettanti         | 5              | 1970-1971 | 1979-1980       | 5      |

## Tifoseria

### Storia

Stagione 1993/94. Le Brigate Viola al Comunale di Reggio Calabria, dove si disputò la gara decisiva con la Bagnarese che spalancò le porte verso la Serie D.

Il movimento ultras a Gioia nacque verso la fine degli anni '70, quando i componenti del Club Viola diedero vita agli Ultras Viola, un gruppo organizzato che seguiva la squadra in casa e in trasferta. Particolarmente attivi negli anni d'oro della Gioiese di Scoglio, gli Ultras Viola furono i precursori del tifo moderno pianigiano che ebbe la sua maggiore espressione con la fondazione delle Brigate Viola '93; tale storico gruppo guidò il tifo organizzato al seguito della Gioiese prendendo posto nella curva del Comunale Cesare Giordano fino allo scioglimento nel 2003, avvenuto in seguito al fallimento dello storico sodalizio. Nel 2001 nel frattempo nacque il gruppo Ultras Viola 01. In seguito allo scioglimento delle Brigate, altro gruppo ultras al seguito dei viola furono i Gioitani.
Nell'aprile 2013 lo striscione delle Brigate riapparve sulle balaustre del Polivalente 18 anni dopo l'ultima volta. In quel periodo alcuni ex membri del vecchio gruppo ultras intrapresero un rapporto di comunicazione e collaborazione con gli Ultras Viola e i Gioitani, vista l'imminente promozione in Serie D della Gioiese.

I tifosi della Gioiese esultano in seguito a una vittoria nella stracittadina contro gli Amatori.

Nel 2015, in seguito alla ripartenza del sodalizio viola dalla Prima Categoria, l'unico gruppo ultras rimasto sulle tribune dello Stanganelli sono gli Ultras Viola, in forma decisamente ridimensionata.

### Gemellaggi e rivalità
La tifoseria organizzata viola in seguito alla rottura del gemellaggio ultraventennale con quella del Sambiase non sostiene alcun gemellaggio ufficiale.
Vi sono dei rapporti di amicizia con i tifosi della Virtus Rosarno e del Locri. Un altro legame datato nel tempo è stato quello con gli Skizzati, ex gruppo ultras al seguito del Corigliano.
La principale rivalità della tifoseria gioiese è quella con la vicina tifoseria della Palmese, guidata dallo storico gruppo dei Boys Palmi '78. Gli screzi sono stati importati nell'ambito calcistico dal forte campanilismo che divide i più importanti centri della Piana di Gioia Tauro, che si contendono i ruoli di capoluogo amministrativo (Palmi) ed economico (Gioia Tauro). L'incontro è conosciuto con l'appellativo di "Derby della Piana". Altra importante rivalità è quella con i tifosi della Paolana, a loro volta rivali dei sambiasini e gemellati dal 1987 con i palmesi.
In epoca arcaica e fino alla prima metà degli anni sessanta, la storica US Gioiese ebbe una rivale cittadina, l'Amatori Calcio, con la quale furono giocati derby molto sentiti dal pubblico gioiese. Altre stracittadine degne di nota sono state GS Gioia Tauro-Nuova Gioiese (allora il GS Gioia Tauro era la prima formazione cittadina) e, più recentemente, la Gioiese ha affrontato il Real Gioia.